# 西内荘
西内 荘（にしうち そう、1956年 - ）は、日本中央競馬会（JRA）・栗東トレーニングセンター内で活動する日本の装蹄師。
「カリスマ装蹄師」の異名を持つ。
また芸能事務所であるパールダッシュに所属していたが、現在はPR会社である株式会社H.M.Eに所属している。
スポーツニッポン大阪版の土曜日紙面でコラム「カリスマ装蹄師のささやき」や、競馬のおはなしでコラムを連載中。

## 来歴
高知県香美郡野市町（現・香南市）出身。
18歳で装蹄師免許を取得する。その後は北米装蹄競技会に日本人として初めて参加し、アメリカで装蹄技術を学んだ。

## おもな担当馬
- アサクサキングス[5]
- アドマイヤキッス[5]
- ウオッカ[5]
- エアグルーヴ
- エイシンドーバー[5]
- オレハマッテルゼ[5]
- キーンランドスワン
- ゴールドシップ
- サイレントディール
- ジェンティルドンナ
- ジャングルポケット
- シーキングザダイヤ
- シーザリオ
- ダイユウサク
- タニノギムレット
- ディアデラノビア[5]
- ディープインパクト[1][3][2][5]
- デルタブルース
- ナリタハヤブサ
- ハットトリック
- ピカレスクコート
- フサイチパンドラ
- ブラックタイド
- メジロデュレン
- メジロマックイーン

## テレビ出演
- 匠の肖像（2007年11月2日、テレビ東京）[1]
- 科捜研の女 第11シリーズ 第3話（2011年11月3日、テレビ朝日）[4]
- 1億人の大質問!?笑ってコラえて!（2014年12月10日、日本テレビ）